# Kölnstraße (Düren)

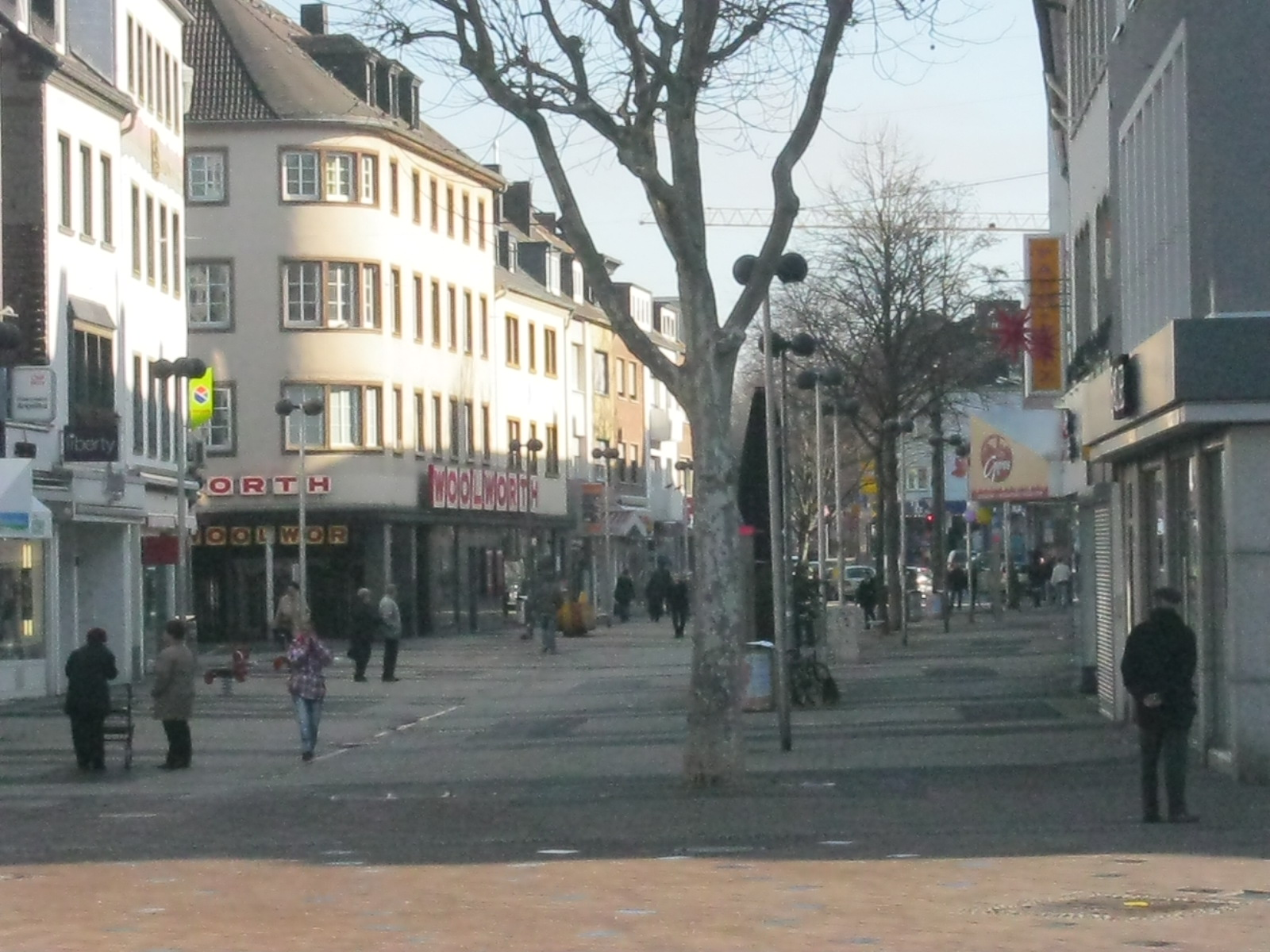
Die untere Kölnstraße vom Markt aus gesehen, links die Einmündung der Wirtelstraße

Die Kölnstraße in der Kreisstadt Düren (Nordrhein-Westfalen) ist eine alte Innerortsstraße.

## Lage
Die Kölnstraße beginnt am Markt und ist bis zur Straße Am Pletzerturm als Fußgängerzone gestaltet. Über die Kreuzung mit der Hohenzollernstraße und Schützenstraße verläuft sie ortsauswärts. Sie mündet in den Friedrich-Ebert-Platz. Im östlichen Teil, von der Hohenzollernstraße kommend bis zum Friedrich-Ebert-Platz und darüber hinaus ist sie als Bundesstraße 264 klassifiziert.

## Geschichte

Kölnstraße ab Marktplatz, Kölntor im Hintergrund

An der heutigen Kreuzung Hohenzollernstraße/Schützenstraße/Kölnstraße befand sich das 1361 erstmals erwähnte Kölntor, eines der fünf Stadttore der ehemaligen Dürener Stadtbefestigung. Beim kleinsten Dürener Stadttor handelte sich um einen niedrigen Viereckturm mit Pyramidendach. Nach der Zerstörung 1543 wurde das Kölntor 1558 und im Oktober 1586 komplett neu errichtet. Nachdem das mittelalterliche Kölntor 1817 niedergelegt worden war, errichtete der Fabrikant Edmund Hoesch an dieser Stelle ein Wohnhaus mit Tordurchfahrt, das sogenannte jüngere Kölntor. Dieses war der verkehrsmäßigen Ausdehnung der Stadt genau so hinderlich wie das alte Tor. Ein Rechtsstreit zwischen der Stadt und dem Eigentümer Edmund Hoesch über den Ankauf und Abbruch dauerte Jahrzehnte, bis man sich schließlich einigen konnte. Am 9. Juli 1884 wurde das jüngere Kölntor niedergelegt und der Weg nach Osten wurde somit frei. Früher wurde die Straße hinter dem Stadttor ortsauswärts „Kölner Chaussee“ genannt.
Von 1908 bis 1963 befuhr die Straßenbahn der Dürener Kreisbahn (DKB) die Kölnstraße. Die eingleisige Strecke führte vom Markt nach Distelrath, eine Haltestelle gab es am alten Friedhof (heute Adenauerpark). Direkt am Beginn der Kölnstraße an der Einmündung zum Marktplatz befand sich außerdem eine Ausweiche.
Die Pfarrkirche Sankt Peter Julian stand von 1964 bis 2003 in der Kölnstraße.

## Heutige Nutzung
An der Kreuzung Hohenzollernstraße/Kölnstraße steht das Gebäude der Hauptpost. Im weiteren Verlauf befindet sich der evangelische Friedhof Düren mit vielen Grabstätten, die unter Denkmalschutz stehen. Ihm gegenüber liegt der alte katholische Friedhof, der heute als Parkanlage gestaltet ist. Dort befindet sich das Hochkreuz Konrad-Adenauer-Park, welches ebenfalls unter Denkmalschutz steht. Am 22. September 2012 wurde im Konrad-Adenauer-Park eine Skulptur des Namensgebers Konrad Adenauer eingeweiht.
2016 wurde der Teil der Kölnstraße, der die Fußgängerzone bildet, im Rahmen des Masterplans Innenstadt umfassend saniert. Die Händler in der Kölnstraße nutzten die Baumaßnahmen zu zahlreichen Werbeaktionen.